# Helicogorgia
Helicogorgia is een geslacht van neteldieren uit de klasse van de Anthozoa (bloemdieren).

## Soorten
- Helicogorgia capensis (Simpson, 1910)
- Helicogorgia flagellata (Simpson, 1910)
- Helicogorgia ramifera Williams, 1992
- Helicogorgia spiralis (Hickson, 1904)
- Helicogorgia squamifera (Kükenthal, 1919)